# NBA G-League
Az NBA G League, röviden a G League, a National Basketball Association (NBA) hivatalos második ligája. A liga 2001 és 2005 között National Basketball Development League (NBDL) néven, majd 2017-ig NBA Development League-ként (NBA D-League) volt ismert. A liga nyolc csapattal indult, majd David Stern bejelentette, hogy a bajnokság kiépítésére tekintettel tizenöt csapatra bővítik. Minden D-League csapat összeköttetésben volt legalább egy NBA-csapattal 2005-ben. A 2013–14-es NBA-szezon végén az NBA játékosok 33%-a töltött időt a D-League-ben. Jelenleg 29 csapat van a bajnokságban, amelyek közül mind legalább egy NBA-csapattal kapcsolatban van, vagy egy NBA-csapat tulajdonában van.
A 2017–18-as szezonban a Gatorade lett a liga szponzora, amelynek következtében átnevezték az NBA G League-re.

## Csapatok

### Csapatok a 2021–2022-es szezonban
| Főcsoport         | Csop.    | Csapat                        | Város                                         | Aréna                                       | Befogadóképesség | Alapítva   | Csatl. | Vezetőedző          | NBA-csapat             |
| ----------------- | -------- | ----------------------------- | --------------------------------------------- | ------------------------------------------- | ---------------- | ---------- | ------ | ------------------- | ---------------------- |
| Kelet             | Központi | Cleveland Charge              | Cleveland, Ohio                               | Wolstein Center                             | 8,500            | 2001       | 2001   | Dan Geriot          | Cleveland Cavaliers    |
| Kelet             | Központi | Fort Wayne Mad Ants           | Fort Wayne, Indiana                           | Allen County War Memorial Coliseum          | 13,000           | 2007       | 2007   | Tom Hankins         | Indiana Pacers         |
| Kelet             | Központi | Grand Rapids Gold             | Walker, Michigan                              | DeltaPlex Arena                             | 4,500            | 2006       | 2006   | Jason Terry         | Denver Nuggets         |
| Kelet             | Központi | Motor City Cruise             | Detroit, Michigan                             | Wayne State Fieldhouse                      | 3,000            | 2003       | 2006   | DJ Bakker           | Detroit Pistons        |
| Kelet             | Központi | Windy City Bulls              | Hoffman Estates, Illinois                     | Now Arena                                   | 10,000           | 2016       | 2016   | Henry Domercant     | Chicago Bulls          |
| Kelet             | Központi | Wisconsin Herd                | Oshkosh, Wisconsin                            | Oshkosh Arena                               | 3,500            | 2017       | 2017   | Chaisson Allen      | Milwaukee Bucks        |
| Kelet             | Kelet    | Capital City Go-Go            | Washington, D.C.                              | Entertainment and Sports Arena              | 4,200            | 2018       | 2018   | Mike Williams       | Washington Wizards     |
| Kelet             | Kelet    | College Park Skyhawks         | College Park, Georgia                         | Gateway Center Arena                        | 3,500            | 2017       | 2017   | Steve Gansey        | Atlanta Hawks          |
| Kelet             | Kelet    | Delaware Blue Coats           | Wilmington, Delaware                          | Chase Fieldhouse                            | 2,500            | 2007       | 2007   | Connor Johnson      | Philadelphia 76ers     |
| Kelet             | Kelet    | Long Island Nets              | Uniondale, New York                           | Nassau Coliseum                             | 13,500           | 2016       | 2016   | Adam Caporn         | Brooklyn Nets          |
| Kelet             | Kelet    | Maine Celtics                 | Portland, Maine                               | Portland Exposition Building                | 3,100            | 2009       | 2009   | Jarell Christian    | Boston Celtics         |
| Kelet             | Kelet    | Raptors 905                   | Mississauga, Ontario                          | Paramount Fine Foods Centre                 | 5,000            | 2015       | 2015   | Patrick Mutombo     | Toronto Raptors        |
| Kelet             | Kelet    | Westchester Knicks            | White Plains, New YorkBridgeport, Connecticut | Westchester County CenterWebster Bank Arena | 5,000 9,000      | 2014       | 2014   | Derrick Alston      | New York Knicks        |
| Kelet             | Dél      | Greensboro Swarm              | Greensboro, Észak-Karolina                    | Greensboro Coliseum Fieldhouse              | 2,500            | 2016       | 2016   | Jordan Surenkamp    | Charlotte Hornets      |
| Kelet             | Dél      | Lakeland Magic                | Lakeland, Florida                             | RP Funding Center                           | 8,178            | 2008       | 2008   | Joe Barrer          | Orlando Magic          |
| Nyugat            | Központi | Iowa Wolves                   | Des Moines, Iowa                              | Wells Fargo Arena                           | 16,110           | 2007       | 2007   | Jeff Newton         | Minnesota Timberwolves |
| Nyugat            | Központi | Sioux Falls Skyforce          | Sioux Falls, Dél-Dakota                       | Sanford Pentagon                            | 3,250            | 1989       | 2006   | Kasib Powell        | Miami Heat             |
| Nyugat            | Dél      | Austin Spurs                  | Cedar Park, Texas                             | H-E-B Center at Cedar Park                  | 7,200            | 2001       | 2001   | Petar Božić         | San Antonio Spurs      |
| Nyugat            | Dél      | Birmingham Squadron           | Birmingham, Alabama                           | Legacy Arena                                | 17,654           | 2019       | 2019   | Ryan Pannone        | New Orleans Pelicans   |
| Nyugat            | Dél      | Memphis Hustle                | Southaven, Mississippi                        | Landers Center                              | 8,362            | 2017       | 2017   | Jason March         | Memphis Grizzlies      |
| Nyugat            | Dél      | Rio Grande Valley Vipers      | Edinburg, Texas                               | Bert Ogden Arena                            | 9,000            | 2007       | 2007   | Mahmoud Abdelfattah | Houston Rockets        |
| Nyugat            | Dél      | Texas Legends                 | Frisco, Texas                                 | Comerica Center                             | 4,500            | 2006       | 2006   | George Galanopoulos | Dallas Mavericks       |
| Nyugat            | Nyugat   | Ontario Clippers              | Ontario, Kalifornia                           | Toyota Arena                                | 10,832           | 2017       | 2017   | Paul Hewitt         | Los Angeles Clippers   |
| Nyugat            | Nyugat   | Oklahoma City Blue            | Oklahoma City, Oklahoma                       | Paycom Center                               | 18,203           | 2001       | 2001   | Grant Gibbs         | Oklahoma City Thunder  |
| Nyugat            | Nyugat   | Salt Lake City Stars          | Taylorsville, Utah                            | Lifetime Activities Center                  | 5,000            | 1997       | 2006   | Nathan Peavy        | Utah Jazz              |
| Nyugat            | Nyugat   | Santa Cruz Warriors           | Santa Cruz, Kalifornia                        | Kaiser Permanente Arena                     | 2,505            | 1995       | 2006   | Seth Cooper         | Golden State Warriors  |
| Nyugat            | Nyugat   | South Bay Lakers              | El Segundo, Kalifornia                        | UCLA Health Training Center                 | 750              | 2006       | 2006   | Miles Simon         | Los Angeles Lakers     |
| Nyugat            | Nyugat   | Stockton Kings                | Stockton, California                          | Stockton Arena                              | 11,193           | 2008       | 2008   | Bobby Jackson       | Sacramento Kings       |
| Bemutató csapatok | Dél      | Capitanes de Ciudad de México | Mexikóváros, Mexikó                           | Gimnasio Juan de la Barrera                 | 5,242            | 2017       | 2021   | Ramón Díaz Sánchez  | Nincs                  |
| Bemutató csapatok | Nyugat   | NBA G-League Ignite           | Walnut Creek, Kalifornia                      | Bemutató csapat                             | 2020             | Jason Hart | Nincs  |                     |                        |

## Bajnokok listája
| Év   | Bajnok                                              | NBA-csapat                                                            |
| ---- | --------------------------------------------------- | --------------------------------------------------------------------- |
| 2002 | Greenville Groove                                   | Nem volt                                                              |
| 2003 | Mobile Revelers                                     | Nem volt                                                              |
| 2004 | Asheville Altitude                                  | Nem volt                                                              |
| 2005 | Asheville Altitude                                  | Nem volt                                                              |
| 2006 | Albuquerque Thunderbirds                            | Phoenix Suns, Sacramento Kings, Seattle SuperSonics és Utah Jazz      |
| 2007 | Dakota Wizards                                      | Chicago Bulls és Washington Wizards                                   |
| 2008 | Idaho Stampede                                      | Portland Trail Blazers és Seattle SuperSonics                         |
| 2009 | Colorado 14ers                                      | Denver Nuggets és New Jersey Nets                                     |
| 2010 | Rio Grande Valley Vipers                            | Houston Rockets                                                       |
| 2011 | Iowa Energy                                         | Chicago Bulls, New Orleans Hornets és Phoenix Suns                    |
| 2012 | Austin Toros                                        | San Antonio Spurs                                                     |
| 2013 | Rio Grande Valley Vipers                            | Houston Rockets                                                       |
| 2014 | Fort Wayne Mad Ants                                 | Charlotte Bobcats, Detroit Pistons, Indiana Pacers és Milwaukee Bucks |
| 2015 | Santa Cruz Warriors                                 | Golden State Warriors                                                 |
| 2016 | Sioux Falls Skyforce                                | Miami Heat                                                            |
| 2017 | Raptors 905                                         | Toronto Raptors                                                       |
| 2018 | Austin Spurs                                        | San Antonio Spurs                                                     |
| 2019 | Rio Grande Valley Vipers                            | Houston Rockets                                                       |
| 2020 | Szezon megszakítva a Covid19-pandémia következtében | Szezon megszakítva a Covid19-pandémia következtében                   |
| 2021 | Lakeland Magic                                      | Orlando Magic                                                         |

## Évente átadott díjak listája
- Most Valuable Player
- Finals MVP
- All-Star-gála MVP
- Az év védekező játékosa
- Impact Player of the Year
- Legtöbbet fejlődött játékos
- Az év újonca
- Az év edzője
- Az év sportembere
- Az év ügyvezetője
- Az év kosárlabda ügyvezetője
- All-G League csapat
- All-Defensive csapat
- Újonc csapat
- Development Champion